# Joel Meyerowitz
Joel Meyerowitz (Nueva York, Estados Unidos, 6 de marzo de 1938) es un fotógrafo urbano, especialista en paisajes y retratos. Empezó fotografiando en color en 1962 y fue uno de los primeros en utilizar el color en la fotografía como una forma de arte serio, algo que en aquella época no estaba bien reconocido.
Fue miembro de la Cooper Union a principio de los años 70, convirtiéndose en una figura importante para muchos fotógrafos en color actuales.

## Vida y carrera
Inspirado al ver las obras de Robert Frank en el trabajo, Joel renunció a su trabajo como director de arte en una agencia de publicidad y recorrió las calles de Nueva York con una cámara de 35mm. Se inspiró sobre todo en el trabajo de Henri Cartier-Bresson, Robert Frank y Eugène Atget, a los que considera los mejores artistas contemporáneos. Para muchos es uno de los precursores de la fotografía documental en color.
Meyerowitz estuvo casado con una agente de negocios llamada Ana M. Lewis con la que tuvo un hijo, y posteriormente con Maggie Barrett, su esposa actual con la que tuvo otro hijo en Manhattan. Residen en su Nueva York natal.
Su estilo se caracteriza por su ambiente callejero, lejos de paisajes naturales, explotación de distintas gamas de colores, filtro lomo en determinadas fotografías, y para representaciones públicas, la firma con una cabeza blanca caricaturizada, propiedad de su página web principal. 
Hace planos conjuntos, repletos de detalles y sin jugar con la perspectiva, simplemente añadiendo su correcta angulación para que quede llamativo.